# Montano Lucino
Montano Lucino (lombardul: Montan e Luscin) település Olaszországban, Lombardia régióban, Como megyében. Lakosainak száma 5387 fő (2023. január 1.). Montano Lucino Como, Grandate, San Fermo della Battaglia, Villa Guardia és Colverde községekkel határos.

## Népesség
A település lakossága az elmúlt években az alábbi módon változott:
| Lakosok száma | 5177 | 5240 | 5387 |
|               | 2017 | 2018 | 2023 |